# Mark Warkentien
Mark Malcolm Warkentien (né le 16 avril 1953 à Huntington et mort le 23 décembre 2022 à Lake Oswego) est le général manager des Denver Nuggets en NBA. Il est vice-président des opérations basket-ball des Nuggets depuis le 7 septembre 2006.

## Biographie
Warkentien est diplômé de l'université d'État de Californie en 1976. Il devient entraîneur de plusieurs équipes universitaires de basket-ball en Californie, puis rejoint le staff de Jerry Tarkanian en tant qu'entraîneur-adjoint des UNLV Rebels à Las Vegas. Sa carrière NBA débute en 1991-1992 avec les Seattle SuperSonics, où il demeure trois ans en tant que recruteur. Il collabore avec les Portland TrailBlazers dix années dans diverses missions, recruteur, responsable du recrutement, et GM adjoint de 1998 à 2003, avant d'intégrer l'équipe dirigeante des Cleveland Cavaliers, puis devient GM par intérim pour la fin de la saison 2004-2005.
Il est nommé au poste de GM des Denver Nuggets en 2006, en remplacement de Kiki Vandeweghe. Il réalise deux gros transferts, tout d'abord avec les Philadelphia 76ers, envoyant Andre Miller à Philadelphie en échange de Allen Iverson, puis avec les Denver Nuggets, envoyant Iverson à Detroit en échange de Chauncey Billups.
Il remporte le titre de dirigeant de l'année de la saison 2008-2009.
Mark Warkentien meurt à Lake Oswego le 23 décembre 2022 à l'âge de 69 ans,,.